# Lew Wyld
Lewis Arthur Wyld, detto Lew (Tibshelf, 15 luglio 1905 – Bakewell, 16 febbraio 1974), è stato un pistard britannico.
Era il fratello di Harry e Percy Wyld.

## Palmarès
- Giochi olimpici

Amsterdam 1928: bronzo nell'inseguimento a squadre.